# Povodí Konga

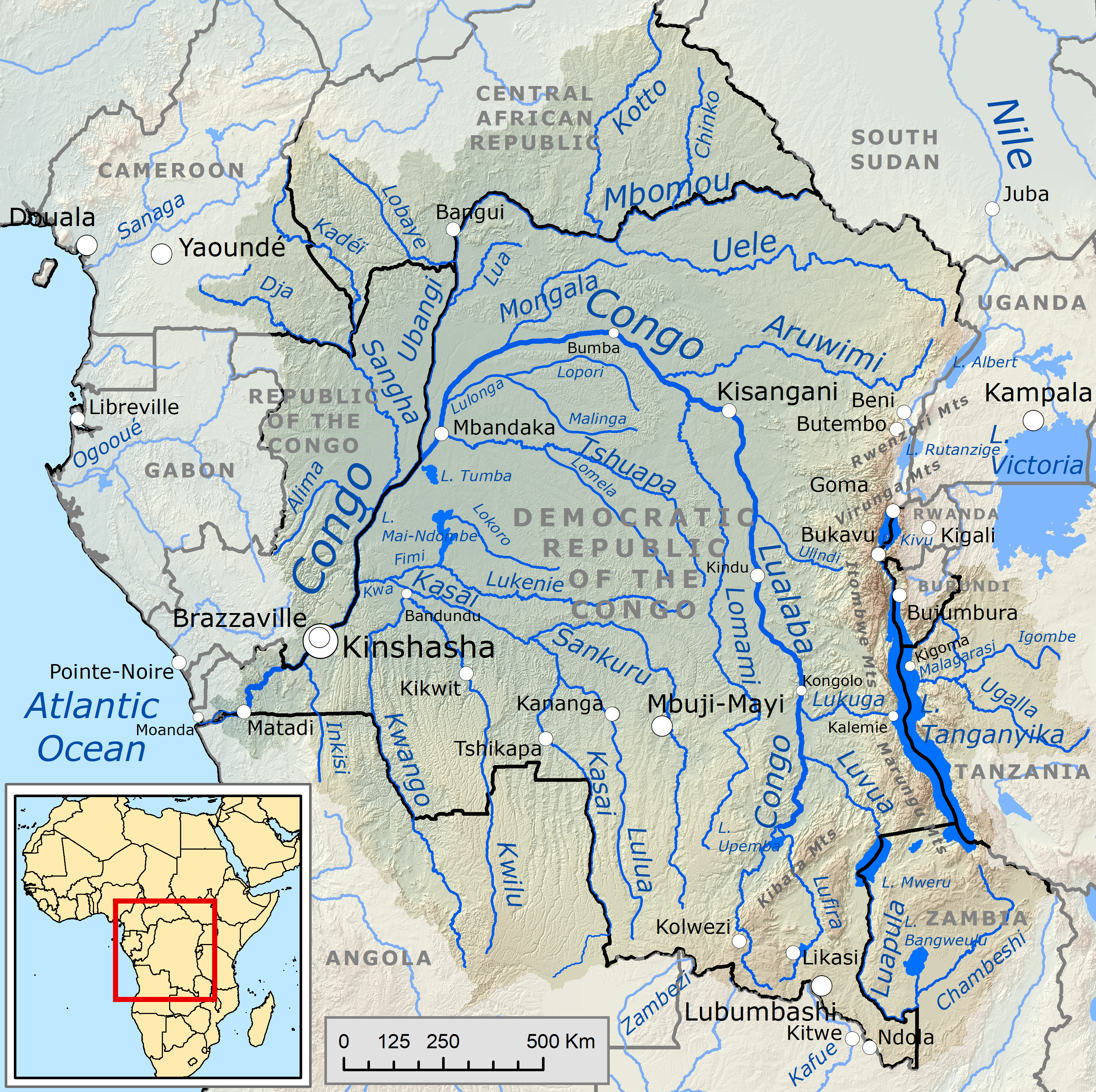
Povodí Konga

Povodí Konga je povodí řeky 1. řádu a je součástí úmoří Atlantského oceánu. S udávanou rozlohou povodí 4 014 500 km² (3 712 316 km²) se jedná o největší povodí Afriky.

## Geografie
Povodí Konga zahrnuje téměř celou Konžskou republiku, Konžskou demokratickou republiku, Středoafrickou republiku, jihozápadní Kamerun, severní Angolu a části Zambie, Burundi, Rwandy, Tanzanie a Gabonu. Rozprostírá se zhruba od 11,86° východní délky po 33,97° východní délky a od 9,21° severní šířky po 13,43° jižní šířky. Na východě sousedí s povodím Nilu, na jihu s povodím Zambezi a na severu s bezodtokým povodím Čadského jezera (řeky Šari). Zahrnuje celou Konžskou pánev, pohoří Kibara a z části plošinu Azande, pohoří Mitumba, Kundelungu, plošinu Lunda-Katanga a planinu Katanga.
Povodí Konga v afrických státech:
| stát                           | rozloha [km2] | podíl [%] |
| ------------------------------ | ------------- | --------- |
| Angola                         | 305 760       | 8,2       |
| Burundi                        | 18 728        | 0,51      |
| Kamerun                        | 85 300        | 2,3       |
| Středoafrická republika        | 402 000       | 10,8      |
| Konžská demokratická republika | 2 307 800     | 62,15     |
| Gabon                          | 1 146         | 0,03      |
| Konžská republika              | 248 400       | 6,7       |
| Rwanda                         | 382           | 0,01      |
| Tanzanie                       | 166 800       | 4,5       |
| Zambie                         | 176 600       | 4,8       |
|                                |               |           |
| povodí Konga                   | 3 712 316     | 100,0     |

### Klima
Velká část povodí má ekvatoriální a tropické monzunové podnebí.

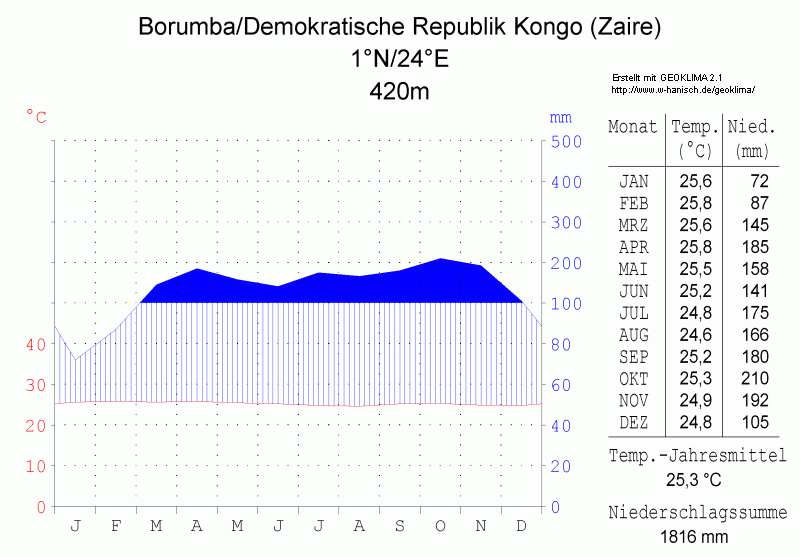
Borumba
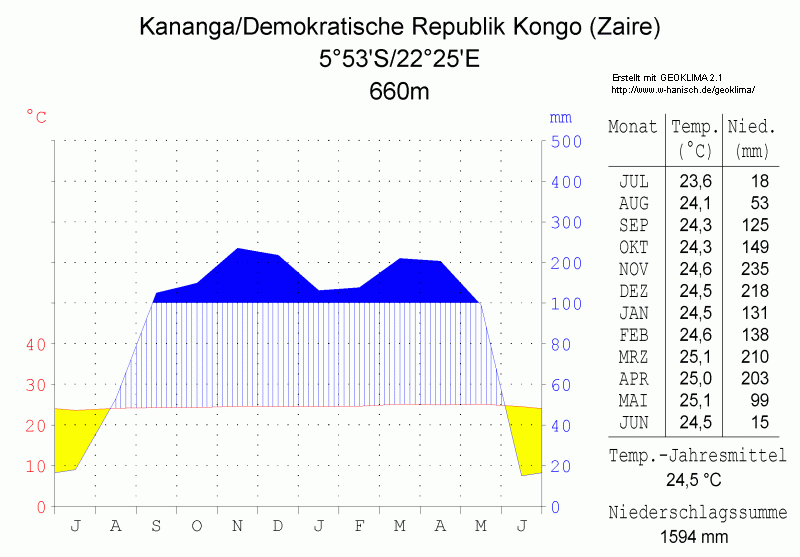
Kananga
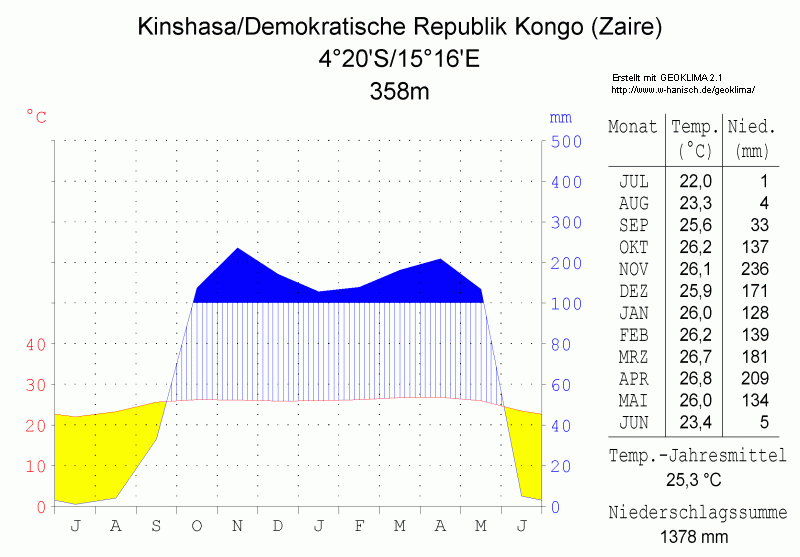
Kinshasa
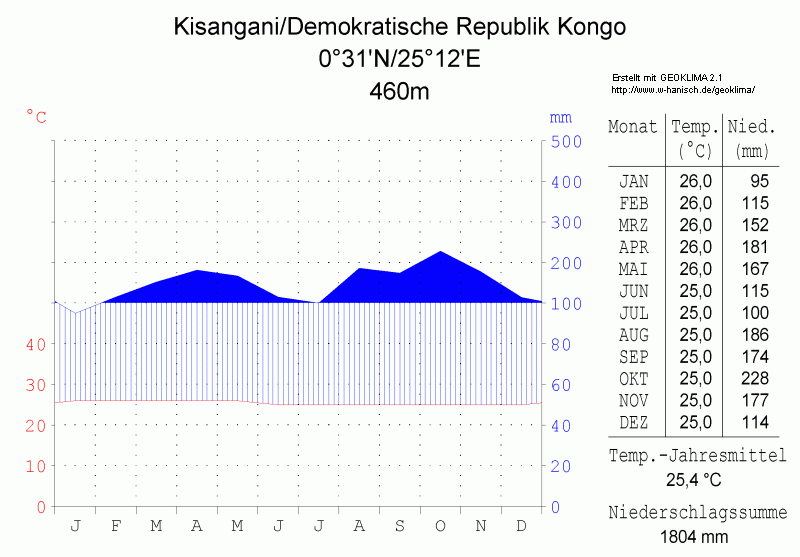
Kisangani
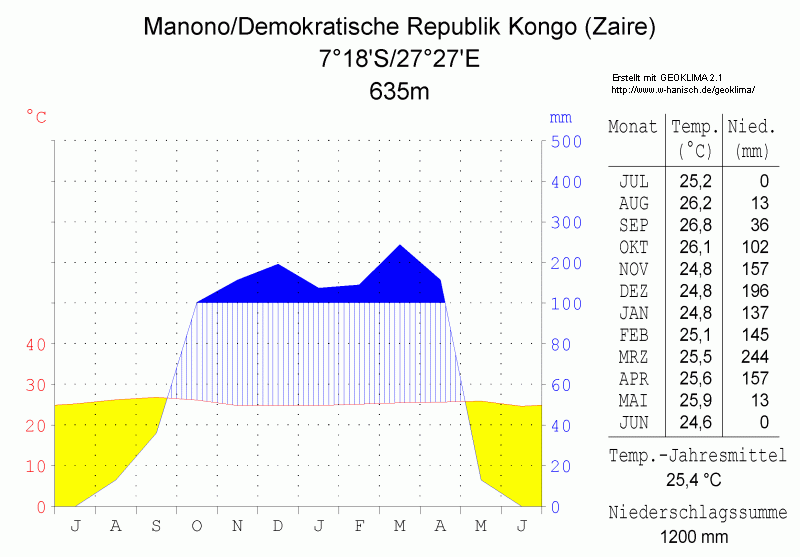
Manono

## Vodní toky a plochy

### Řeky
- Kongo, Aruwimi, Ebola, Chambeshi, Kasai, Kivu, Kwango, Lomami, Lualaba, Luapula, Lufira, Lukuga, Lulonga, Lulua, Luvua, Malagarasi, Malebo, Mbomou, Ruki, Ruzizi, Sanga, Sankuru, Ubangi, Uele.

### Jezera
- Tanganika, Leopoldovo jezero, Malebo, Mweru, Bangweulu, Tumba

### Přehrady
- vodní dílo Inga

### Vodopády
- Livingstonovy vodopády, Stanleyovy vodopády